# Michael Burry
Michael James Burry (født 19. juni, 1971, San Jose, Californien) er en amerikansk investor og hedgefondleder. Han grundlagde hedgefonden Scion Capital, som han drev fra 2000 til 2008 før han lukkede selskabet for at fokusere på sine personlige investeringer. Han er bedst kendt for at være en af de første investorer til at forudsige og profitere på subprime-krisen, der fortsatte i finanskrisen, der var mellem 2007 og 2010.

## I populærkulturen

### Film
- Burry spilles af Christian Bale i filmen The Big Short (2015).[6]